# Donald Schön

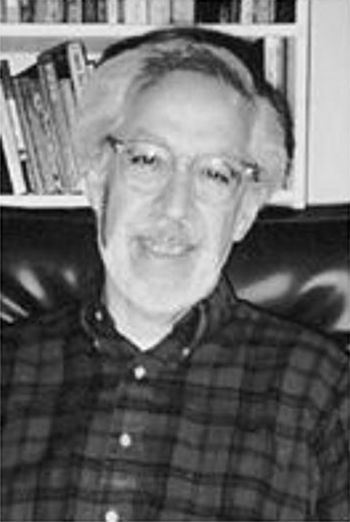
Donald Schön

Donald Alan Schön (ur. 1930, zm. 13 września 1997) – amerykański filozof, urbanista i badacz społeczny, profesor Massachusetts Institute of Technology. Twórca koncepcji refleksyjnej praktyki, która wywarła wpływ między innymi na sposób kształcenia nauczycieli.

## Ważniejsze dzieła
- Beyond the Stable State (1973),
- The Reflective Practitioner. How professionals think in action (1983),
- Educating the Reflective Practitioner (1987).